# Здание Уфимского губернского музея
Здание Уфимского губернского музея (гауптвахта) — памятник архитектуры с 2024 года. Расположен в Уфе, современный адрес дома — улица Пушкина, 85 / улица Хабира Галимова, 1.
Здание гауптвахты было построено в 1830-х годах, к 1867 году караул упразднили, и дом был заброшен. Уфимский губернатор Сергей Петрович Ушаков предложил использовать его под создававшийся в то время первый Губернский музей. Нижний этаж обустроили к осени 1870 года, после чего сразу заняли коллекциями музея, к концу 1871 года здание надстроили вторым этажом. На отделку деньги собирали со сложностями, второй этаж сдавали в аренду для уплаты долгов. За музеем разбили (ныне занятый многоэтажным зданием) сквер с местными породами деревьев. Официально музей открылся лишь в 1886 году, при праздновании 300-летия основания Уфы (в то время точкой отсчёта считался год на 12 лет позже, нежели принятый сейчас).
Декор здания скромный, облик второго этажа был сделан по проекту «образцового фасада на пять окон с центральным ризалитом», три сближенных окна имеют полукруглые завершения.
В 1920-е годы музей переехал, в 1930-е годы к зданию без учёта архитектурного облика пристроили двухэтажный кирпичный флигель, при этом историческую ажурную лестницу вынули из старого объёма и вставили в новый. До конца 1990-х годов в здании размещалось отделение РОВД Уфимского (сельского) района. В 1990—2000 годах оба здания оштукатурили, окна пристройки декорировали в стиле исторической части здания, на 2015 год в нём находился образовательный центр. В 2020 году здание было отреставрировано ещё раз.